# سالومون زایتلین

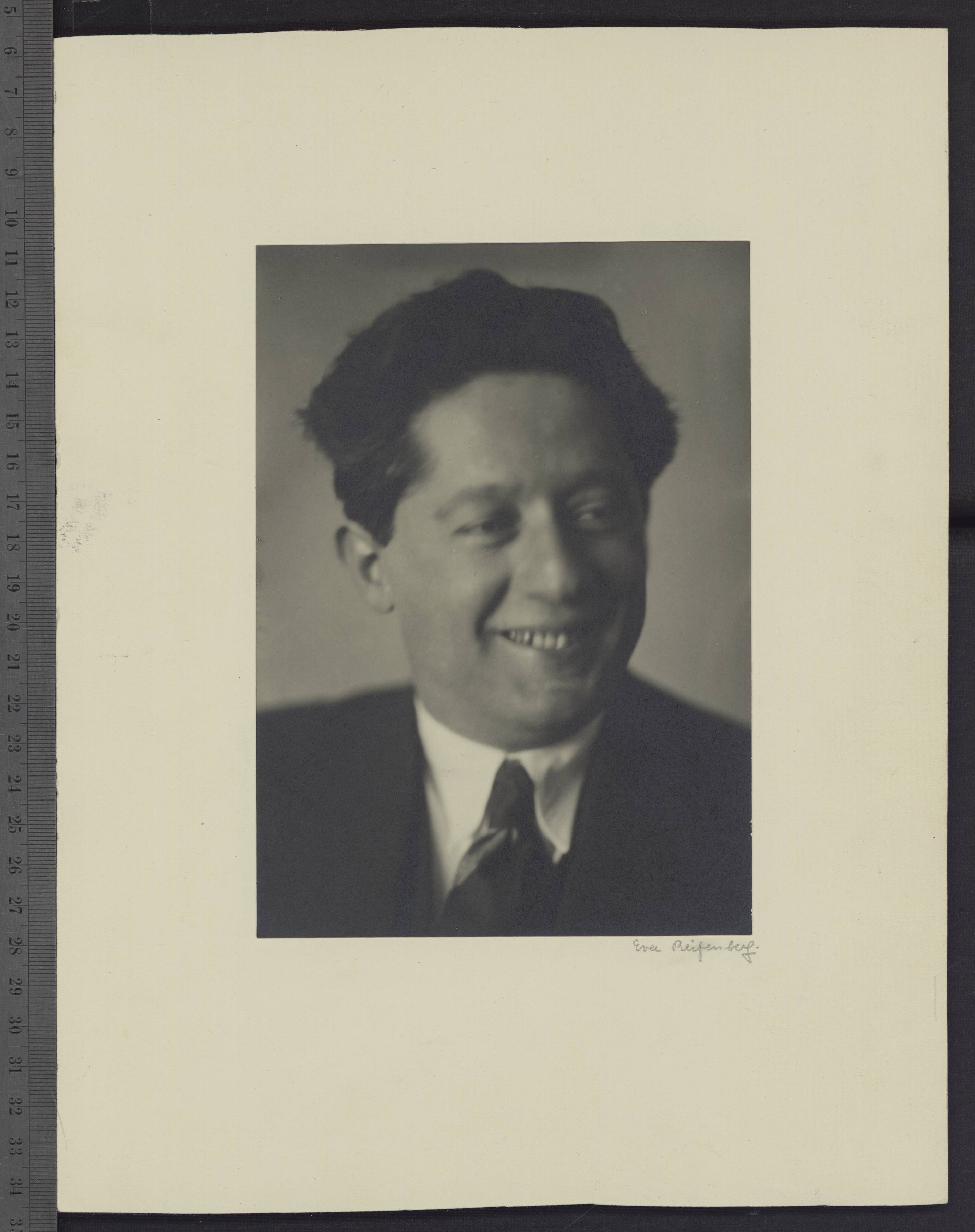
سالومون زایتلین

سالومون زایتلین (به عبری: שאול ליברמן؛ ۲۸ مه ۱۸۹۸ – ۲۳ مارس ۱۹۸۳)، شناخته شده با نام خاخام شائول لیبرمن یا در میان برخی از شاگردانش، گراش (گائون رابینو شائول)، یک خاخام و محقق تلمودی بود. او بیش از ۴۰ سال به عنوان استاد تلمود در مدرسه علمیه الهیات یهودی آمریکا (JTSA) خدمت کرد و سال‌ها رئیس مؤسسه تحقیقات تلمودی هری فیشل در اسرائیل و همچنین رئیس آکادمی آمریکایی تحقیقات یهودی بود.

## حرفه
پس از اتمام مدرک کارشناسی ارشد خود در دانشگاه عبری، او در سال‌های ۱۹۳۱ یا ۱۹۳۲ به عنوان استاد تلمود در آنجا منصوب شد. این سمت در سال ۱۹۳۷ به دلیل ثبت‌نام پایین لغو گردید. او همچنین در مدرسه عالی تربیت معلم مزراحی تدریس می‌کرد و از سال ۱۹۳۵ رئیس مؤسسه تحقیقات تلمودی هری فیشل در اورشلیم بود.
در سال ۱۹۴۰، هم خاخام ییتسخاک هاتنر از او برای تدریس در یشیوا خیم برلین (ارتدوکس) دعوت کرد و هم مدرسه علمیه الهیات یهودی آمریکا (JTS) از او خواست تا به عنوان استاد هلنیسم و ادبیات یهودی خدمت کند. لیبرمن پیشنهاد JTS را انتخاب کرد. انگیزه لیبرمن از این تصمیم، تمایل به "آموزش یهودیان آمریکا برای تعهد به مطالعه و رعایت میتصوت (احکام)" بود. در کتاب «گفتگو با ربه» اثر خیم دالفین (لس آنجلس: JEC، ۱۹۹۶)، پروفسور حیم دیمیتروفسکی نقل می‌کند که وقتی تازه در JTSA استخدام شده بود، از خاخام مناخم مندل شنیرسون از لوباویچ پرسید که آیا باید در مدرسه علمیه بماند، و پاسخ این بود: «تا زمانی که لیبرمن آنجاست». در سال ۱۹۴۹، او به عنوان رئیس و در سال ۱۹۵۸ به عنوان مدیر کالج خاخامی مدرسه علمیه منصوب شد.
لیبرمن در ۲۳ مارس ۱۹۸۳، در حین پرواز به اورشلیم برای عید پسح درگذشت.